# 空想写真問題ピクチャイズ
『空想写真問題ピクチャイズ』（くうそうしゃしんもんだいピクチャイズ）は2017年7月7日から9月22日までアニメイトチャンネルで配信されていたインターネット番組。

## 概要
江口拓也と内田雄馬がMCを務め、視聴者と共にテーマに沿った合成写真の中から物を探し出す新感覚トーク＆クイズバラエティ番組。

## 配信リスト
| 回 | 配信日        | 写真のテーマ             |
| -- | ------------- | ------------------------ |
| 1  | 2017年7月7日  |                          |
| 2  | 2017年7月14日 | 雷門                     |
| 3  | 2017年7月21日 | 原宿・竹下通り           |
| 4  | 2017年7月28日 | 秋葉原                   |
| 5  | 2017年8月4日  | 潮干狩り                 |
| 6  | 2017年8月11日 | スポーツ観戦             |
| 7  | 2017年8月18日 | 草原                     |
| 8  | 2017年8月25日 | お花見                   |
| 9  | 2017年9月1日  | 空港                     |
| 10 | 2017年9月8日  | パリ・エッフェル塔       |
| 11 | 2017年9月15日 | アルプス                 |
| 12 | 2017年9月22日 | 最高難易度のピクチャイズ |

## スタッフ
- 構成：ゆーやん（スカプロ）
- 演出・編集：利根川武信
- 映像撮影：PC-Boh
- スチル撮影：アーネスト
- キャスティング：ノワ
- メイク：ミュー
- 企画・監修：アニメイトチャンネル